# Acompáñame
Acompáñame é uma telenovela mexicana produzida porr Irene Sabido para a Televisa e exibida pelo El Canal de las Estrellas entre 15 de agosto de 1977 e 20 de junho de 1978.
Foi protagonizada por Silvia Derbez, Kitty de Hoyos e Magda Guzmán.

## Sinopse
Amanda e suas duas irmãs, Raquel e Esperanza, cresceram felizes na cidade de Tacubaya, na Cidade do México. Suas vidas mudaram completamente quando as três adultas se casaram e começaram uma nova vida.
Amanda se tornou profissional e está feliz no casamento com Esteban, com quem tem três filhos. Mas a felicidade delas terminou abruptamente quando Amanda descobriu que seu marido tinha câncer, e ele morreu logo depois.
Raquel se tornou uma mulher bonita e rica, mas orgulhosa e frívola. Ela é casada com um bom homem, Octavio, e eles têm um filho por quem Raquel não demonstra amor e finge que não existe. A mulher egoísta nunca quis dar mais filhos a Octavio por medo de perder sua figura esbelta.
Esperança, por sua vez, casou-se com Efrén, com quem viveu feliz até que, devido a uma falha no planejamento familiar, começaram a ter mais filhos, totalizando dez. A situação se torna caótica, pois o salário de Efrén não é suficiente para sustentar sua grande família, forçando-os a viver em extrema pobreza. Efrén acaba se afogando em álcool, e Esperanza se desespera enquanto tenta manter a família unida.
Amanda será a responsável por ajudar suas irmãs e mudar suas vidas para sempre.

## Elenco
- Silvia Derbez - Amanda
- Kitty de Hoyos - Raquel
- Magda Guzmán - Esperanza
- Marta Aura - Angustias
- Fernando Larrañaga - Esteban
- Carlos Monden - Octavio
- Raúl "Chato" Padilla - Efrén
- Martha Zavaleta - Yolanda
- Elizabeth Dupeyrón - Rita
- María Rojo - Martha
- Jorge Ortiz de Pinedo - Federico
- Tony Carbajal - Dr. Beltrán
- Octavio Galindo - Alberto
- Maya Ramos - María Luisa
- Silvia Mariscal - Adriana
- Ramón Arauza - Fabián
- Lili Inclán - Flavia
- Zully Keith - Mercedes
- Laura Zapata - Karla
- Guillermo Gil - Jesús
- Lourdes Canale - Estela